# Ducks on Drugs
Ducks on Drugs ist ein Indie-Pop-Duo aus Hamburg. Sie ist das Nachfolgeprojekt von Daniela Reis und ihrem Ehemann „Ente“ Schulz nach dem Ende von Schnipo Schranke.

## Bandgeschichte
Ente Schulz, der Ehemann von Daniela Reis, kam ab dem Album rare zu Schnipo Schranke und unterstützte die Band vor allem live. Zu dieser Zeit mehrten sich die Konflikte zwischen Daniela Reis und ihrer Mitstreiterin Friederike „Fritzi“ Ernst. Nach einem Streit kam es zum Bruch der Band.
Daniela Reis und Ente Schulz gründeten schließlich 2019 ihre eigene Band Ducks on Drugs. Daniela Reis spielt dort Gitarre, Ente Schulz Keyboards und Bass. Das Schlagzeug wird elektronisch einprogrammiert. Erste Veröffentlichung des Duos war die Videosingle Endzeit 2019, das in einer der letzten Folgen der Lindenstraße erstmals dem Publikum vorgestellt wurde.
Das erste Album Stabil labil entstand mit Produzent Christian Heerdt von Die Botschaft. Es erschien am 4. Dezember 2020 über das Label Audiolith.
2025 erschien die EP Pausenhofpoeten mit sechs Songs, die als reine Download-EP erschien sowie als limitierte 12-Dubplate, die als Unikat erscheint.

## Musikstil
Musikalisch handelt es sich um Electropop. Die Musik von Ducks on Drugs ist betont simpel gehalten, enthält dennoch aber vielschichtige Elemente. Daniela Reis sagte, dass die Musik von ihrem letzten Urlaub in Thailand inspiriert war, wo sie sich eine Chart-CD kauften. Dort würden andere Tonleitern in der Musik verwendet, was Daniela als Inspiration nahm. Den Hauptanteil des Gesanges übernimmt Reis, während Schulz oft aus dem Hintergrund seinen Gesang einschreit. Die Texte kommen, im Gegensatz zu Schnipo Schranke, ohne Obszönitäten aus. Dennoch sind die Texte direkt und behandeln unter anderem psychische Krankheiten. Sie sind außerdem von Zerrissenheit geprägt und pendeln zwischen ernst und komisch.

## Diskografie

### Alben
- 2020: Stabil labil (Audiolith)

### EPs
- 2025: Pausenhofpoeten (Audiolith)